# Topologia de Hjalmar Ekdal
Topologia de Hjalmar Ekdal é um espaço topológico que satisfaz aos axiomas de separação T0, T4 e T5, mas não satisfaz aos outros axiomas de separação.
A topologia é definida no conjunto dos números inteiros positivos (X) em que os conjuntos abertos são os subconjuntos de X que contém, para cada elemento ímpar destes conjuntos, seu sucessor. Em outras palavras, F é um conjunto fechado se, e somente se, para cada n par que pertença a F, então n - 1 pertence a F.